# Siegburg
Siegburg (tức là pháo đài trên sông Sieg) là một thị xã thuộc quận Rhein-Sieg-Kreis ở Bắc Rhine-Westphalia, Đức. Nó nằm trên bờ sông Sieg và Agger, cách 10 km từ trụ sở cũ của chính phủ Tây Đức Bonn và 26 km từ Cologne. Dân số của thành phố là 39.192 người trong cuộc điều tra dân số năm 2013.

## Địa lý
Siegburg nằm cách sông Rhine khoảng 8 km về phía đông, tại hợp lưu nơi Agger gia nhập Sieg, ở góc đông nam của Cologne Lowland. Các thị trấn lân cận bao gồm Troisdorf, Lohmar, Sankt Augustin và Hennef. Quý khách có thể dễ dàng đi đến các thành phố Cologne và Bonn gần đó thông qua các tuyến giao thông thuận tiện. Điểm cao nhất của khu đô thị là 220m trên mực nước biển (NHN) ở khu vực Braschoß và điểm thấp nhất chỉ dưới 54m so với mực nước biển tại cửa sông Agger.

## Lịch sử
Đức Tổng Giám mục-Tuyển thủ Anno II của Cologne đã thành lập một tu viện Benedictine vào năm 1064, được gọi là Michaelsberg Abbey, trên đỉnh đồi còn được gọi là Michaelsberg. Một khu định cư hình thành từ đó lần đầu tiên được nhắc đến như một thành phố vào năm 1182. Siegburg đạt đến đỉnh cao của sự thịnh vượng vào thế kỷ 15 và 16. Nó nổi tiếng với đồ gốm, đặc biệt là những chiếc bình đựng rượu ở Siegburg (Siegburger Krüge).
Siegburg là quận lỵ của Rhein-Sieg-Kreis từ năm 1816.
Giáo đường Do Thái của Siegburg đã bị phá hủy trên Kristallnacht, báo hiệu sự tàn lụi của cộng đồng Do Thái tại đây.

## Chính trị

Hội đồng thành phố với 50 ghế được bầu vào năm 2020
2 ghế
14 ghế
10 ghế
2 ghế
1 ghế
2 ghế
19 ghế

Các cuộc bầu cử thành phố được tổ chức 5 năm một lần, trong đó thị trưởng và hội đồng thành phố Siegburg, cũng như quản lý khu (tiếng Đức: Landrat) và hội đồng huyện (tiếng Đức: Kreistag) của quận Rhein-Sieg được chọn. Cuộc bầu cử cuối cùng diễn ra vào ngày 13 tháng 9 năm 2020.

### Hội đồng thành phố
Hội đồng thành phố (tiếng Đức: Stadtrat) Siegburg bao gồm 50 ủy viên hội đồng, một nửa trong số đó được chọn trực tiếp tại 25 khu vực bầu cử. 25 ghế còn lại được phân phối thông qua danh sách đảng, dẫn đến tỷ lệ đại diện.
Vào ngày 30 tháng 10 năm 2020, Đảng Dân chủ Xã hội, Đảng Xanh và Tự do đồng ý thành lập chính phủ liên minh.

### Thị trưởng
Thị trưởng của Siegburg là Stefan Rosemann, người được bầu với 57,54% phiếu bầu. Ông tuyên bố rằng ông sẽ rút khỏi chính trị đảng phái và hoàn toàn tập trung vào văn phòng thị trưởng. Ông tuyên thệ nhậm chức vào ngày 5 tháng 11 năm 2020.

## Vận chuyển
Ga Siegburg/Bonn là một ga đường sắt trên tuyến đường sắt cao tốc Cologne-Frankfurt và đường sắt Sieg. Tên của nhà ga bắt nguồn từ việc nó đã được xây dựng lại cho tuyến cao tốc để phục vụ Bonn. Nó được kết nối với Bonn bằng tuyến Siegburg của Bonn Stadtbahn cứ sau 10 hoặc 15 phút. Nhà ga nằm trong khu vực mạng lưới của cơ quan vận tải công cộng Verkehrsverbund Rhein-Sieg (Hiệp hội Vận tải Rhine-Sieg, VRS).

## Thị trấn song sinh - thành phố kết nghĩa
Siegburg được kết nghĩa với:
- Bolesławiec, Ba Lan
- Guarda, Bồ Đào Nha
- Nogent-sur-Marne, Pháp
- Orestiada, Hy Lạp
- Selçuk, Thổ Nhĩ Kỳ

## Những người đáng chú ý
- Engelbert Humperdinck (1854–1921), nhà soạn nhạc
- Adelheid Wette, tác giả, nhà soạn nhạc và người viết lời
- Joseph Hermann Mohr (1834–1892), linh mục, người viết thánh ca và nhà viết thánh ca
- Liselotte Hammes (sinh năm 1933), giọng nữ cao opera và giáo viên dạy giọng hàn lâm
- Wolfgang Overath (sinh năm 1943), cầu thủ bóng đá
- Anja-Nina Bahrmann (sinh năm 1980), giọng nữ cao
- Catharina Felser (sinh năm 1982), tay đua

## Liên Kết Ngoài
- Website chính thức (bằng tiếng Đức)